# 奈良 (横浜市)
奈良（なら）は、神奈川県横浜市青葉区にある地名。現行行政地名は奈良一丁目から奈良五丁目。住居表示未実施区域。

## 地理
横浜市青葉区東部に位置する。東と北に奈良町、西に東京都町田市成瀬台、南に恩田町と接している。

### 地価
住宅地の地価は、2025年（令和7年）1月1日の公示地価によれば、奈良3丁目6番9外の地点で19万1000円/m²となっている。

## 歴史
土地区画整理事業（奈良）の進展に伴い、1996年に奈良町の一部（字熊ノ谷、長谷、市久保、請地、地蔵堂、島、駒狩）と恩田町の一部より分離、起立した。
奈良三丁目付近に遺跡「熊ヶ谷横穴墓群」がある。なお、こちらの遺跡は非公開となっている。

### 沿革
- 1996年（平成8年）9月30日 - 恩田町、奈良町の各一部により奈良一丁目から奈良五丁目を新設する[7]。

### 町名の変遷
| 実施後     | 実施年月日               | 実施前（各町名ともその一部） |
| ---------- | ------------------------ | ---------------------------- |
| 奈良一丁目 | 1996年（平成8年）9月30日 | 奈良町の一部                 |
| 奈良二丁目 | 1996年（平成8年）9月30日 | 恩田町、奈良町の各一部       |
| 奈良三丁目 | 1996年（平成8年）9月30日 | 恩田町、奈良町の各一部       |
| 奈良四丁目 | 1996年（平成8年）9月30日 | 奈良町の一部                 |
| 奈良五丁目 | 1996年（平成8年）9月30日 | 奈良町の一部                 |

## 世帯数と人口
2025年（令和7年）6月30日現在（横浜市発表）の世帯数と人口は以下の通りである。
| 丁目       | 世帯数    | 人口    |
| ---------- | --------- | ------- |
| 奈良一丁目 | 343世帯   | 733人   |
| 奈良二丁目 | 711世帯   | 1,703人 |
| 奈良三丁目 | 1,060世帯 | 2,626人 |
| 奈良四丁目 | 1,061世帯 | 2,524人 |
| 奈良五丁目 | 918世帯   | 2,213人 |
| 計         | 4,093世帯 | 9,799人 |

### 人口の変遷
国勢調査による人口の推移。
| 年                 | 人口   |
| ------------------ | ------ |
| 2000年（平成12年） | 7,100  |
| 2005年（平成17年） | 10,520 |
| 2010年（平成22年） | 11,210 |
| 2015年（平成27年） | 11,007 |
| 2020年（令和2年）  | 10,643 |

### 世帯数の変遷
国勢調査による世帯数の推移。
| 年                 | 世帯数 |
| ------------------ | ------ |
| 2000年（平成12年） | 2,337  |
| 2005年（平成17年） | 3,340  |
| 2010年（平成22年） | 3,607  |
| 2015年（平成27年） | 3,685  |
| 2020年（令和2年）  | 3,895  |

## 学区
市立小・中学校に通う場合、学区は以下の通りとなる（2024年11月時点）。
| 丁目       | 番地      | 小学校                 | 中学校                 |
| ---------- | --------- | ---------------------- | ---------------------- |
| 奈良一丁目 | 全域      | 横浜市立奈良の丘小学校 | 横浜市立あかね台中学校 |
| 奈良二丁目 | 全域      | 横浜市立奈良の丘小学校 | 横浜市立あかね台中学校 |
| 奈良三丁目 | 全域      | 横浜市立奈良の丘小学校 | 横浜市立あかね台中学校 |
| 奈良四丁目 | 2番地以降 | 横浜市立奈良の丘小学校 | 横浜市立あかね台中学校 |
| 奈良四丁目 | 1番地     | 横浜市立奈良小学校     | 横浜市立奈良中学校     |
| 奈良五丁目 | 全域      | 横浜市立奈良小学校     | 横浜市立奈良中学校     |

## 事業所
2021年（令和3年）現在の経済センサス調査による事業所数と従業員数は以下の通りである。
| 丁目       | 事業所数  | 従業員数 |
| ---------- | --------- | -------- |
| 奈良一丁目 | 82事業所  | 762人    |
| 奈良二丁目 | 24事業所  | 170人    |
| 奈良三丁目 | 22事業所  | 143人    |
| 奈良四丁目 | 18事業所  | 380人    |
| 奈良五丁目 | 54事業所  | 282人    |
| 計         | 200事業所 | 1,737人  |

### 事業者数の変遷
経済センサスによる事業所数の推移。
| 年                 | 事業者数 |
| ------------------ | -------- |
| 2016年（平成28年） | 198      |
| 2021年（令和3年）  | 200      |

### 従業員数の変遷
経済センサスによる従業員数の推移。
| 年                 | 従業員数 |
| ------------------ | -------- |
| 2016年（平成28年） | 1,812    |
| 2021年（令和3年）  | 1,737    |

## 交通
町域内に鉄道駅はないが、東側の境界付近を東急こどもの国線が通っており同線の駅を利用可能である。
- バス
  - 神奈川中央交通
    - 成03系統（成瀬駅〜奈良二丁目〜こどもの国駅）
    - 成04系統（成瀬駅〜成瀬台〜こどもの国駅）
    - 津02系統（長津田駅北口〜奈良三丁目〜成瀬台）
    - 津04系統（長津田駅北口〜奈良三丁目）

  - 東急バス
    - 緑山62系統（日体大→こどもの国駅→緑山→ことり橋→こどもの国駅→日体大）

また場所によっては、町域外だが成瀬台やこどもの国通り沿いのバス停も利用圏内である。

## 施設
- W.A.Oこどものくにショッピングセンター
  - キーテナントは三和子供の国店とコーナン三和こどもの国店。
- 横浜青葉温泉 喜楽里別邸
- 青葉警察署こどもの国駅前交番
- 青葉消防署奈良消防出張所
- UR あおば山の手台ヴェルディール奈良
- 横浜市立奈良の丘小学校
- ならやま公園
- 松岳院
- 法昌寺
- 横浜モンテッソーリ幼稚園

## その他

### 日本郵便
- 郵便番号 : 227-0038[3]（集配局：青葉郵便局[17]）

### 警察
町内の警察の管轄区域は以下の通りである。
| 丁目       | 番・番地等 | 警察署     | 交番・駐在所       |
| ---------- | ---------- | ---------- | ------------------ |
| 奈良一丁目 | 全域       | 青葉警察署 | こどもの国駅前交番 |
| 奈良二丁目 | 全域       | 青葉警察署 | こどもの国駅前交番 |
| 奈良三丁目 | 全域       | 青葉警察署 | こどもの国駅前交番 |
| 奈良四丁目 | 全域       | 青葉警察署 | こどもの国駅前交番 |
| 奈良五丁目 | 全域       | 青葉警察署 | こどもの国駅前交番 |